# گردپشت‌واران
شکم‌پایان آریونویدئا(نام علمی: Arionoidea) نام یک بالاخانواده از زیرراسته شکم‌پایان سیگمورثرا است.